# هورست وسل
هورست لودویگ گئورگ اریش وسل (به آلمانی: Horst Ludwig Georg Erich Wessel) (۹ اکتبر ۱۹۰۷ – ۲۳ فوریه ۱۹۳۰) که با نام هورست وسل شناخته می‌شود یک یک گنگستر خیابانی آلمانی و به گفته برخی منابع، خریدار روسپی ها بود.  همچنین او یک اشتورم‌فورر («فرمانده حمله» پایین‌ترین درجه افسر کادر) اس‌آ بود. او پس از قتلش در سال ۱۹۳۰ میلادی، توسط ژوزف گوبلز به شهید نهضت نازی تبدیل گشت.
وسل در ابتدا به تعدادی از گروه‌های جوانان و گروه‌های راست افراطی پیوست اما سپس از آن‌ها جدا شد و به اس‌آ ملحق گشت که گارد نظامی حزب نازی با پیراهن‌های قهوه‌ای بودند. او به فرماندهی چند جوخه از اس‌آ رسید و در ۱۴ ژانویه ۱۹۳۰ توسط دو عضو حزب کمونیست آلمان از ناحیه سر مورد اصابت گلوله قرار گرفت. آلبرشت هولر به جرم این قتل دستگیر و محاکمه گشت که در ابتدا به حکم شش سال زندان برای او منجر شد اما پس از روی کار آمدن نازی‌ها توسط اس‌آ به اجبار از زندان بیرون آورده و کشته شد. 
مراسم تشییع جنازه وسل با حضور بسیاری از نخبگان حزب نازی و با توجه بسیار در برلین برگزار گشت. وسل یکی از نمادهای اصلی تبلیغات حزب نازی بود و شعری که سروده بود با تغییر نام به سرود هورست وسل به سرود رسمی حزب نازی تبدیل شد. پس از قدرت‌گیری هیتلر در سال ۱۹۳۳ این سرود به سرود ملی دوم آلمان هم مبدل گشت.